# 克蘭布魯克 (英國肯特郡)
克蘭布魯克是一個在肯特郡，下屬克蘭布魯克和斯什胡斯特的民政教區的小鎮。其位於梅德斯通和哈斯丁之間，距離倫敦61公里。

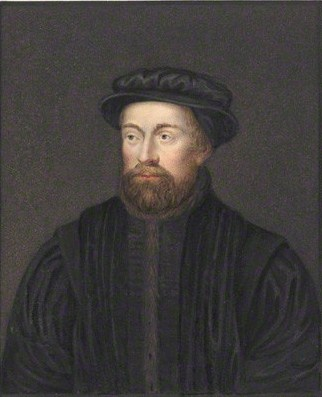
約翰·貝克

斯盛丘，撒丁頓，哈特利,同屬其下屬的民政教區，教區人口約6,684人（2021）

## 歷史
克蘭布魯克 (Cranbrook) 的詞源相信來自古英語 cran bric 一詞，意爲鶴和草沼，這是因爲在草沼通常都有鶴的出現。隨著時間過去，其名字的拼寫也隨之改變，於1100年左右，克蘭布魯克拼法變爲 Cranebroca，1226年為 Cranebroc, 後爲 Cranebrok。 1610年，為Cranbrooke, 隨後慢慢改爲目前的拼法.
愛德華三世爲了發展製衣業而把佛拉芒人遷移到該地區。製造業的原料來自羅姆尼濕地，加上此地區充足的富勒土供應和可用作水力生產的河流，克蘭布魯克因此成爲了製衣業的中心。另外，冶鐵業在忒賽河沿岸從羅馬時期就一直存在。在克蘭布魯克周邊的忒賽河支流貝特河更是為17個水車提供了動力。1290年，在尊 . 佩咸主教的批准下，克蘭布魯克的高街(High Street)上可以設置市集。
鎮東面有一個貝克十字(Baker's Cross)，和約翰·貝克(圖)，信仰天主教的瑪麗一世治下的財務大臣有關，傳説他在去處死兩名英國國教徒途中，在今十字的所在地聽到了瑪麗一世駕崩的消息之後回頭。另有傳説誤傳他在該處死去，然而他是在倫敦逝世的。

## 政府機構
1974年，克蘭布魯克鄉鎮分區被拼入唐橋井自治市鎮。2010年，自由民主黨的弗朗西斯·魯克（Francis Rook）從保守黨贏得了貝南登（Benenden）和克蘭布魯克的三個議席之一，成為該自治市鎮48個議員中僅有的6個非保守議員之一。
在2009年，民政教區的名字由克蘭布魯克民政教區改至克蘭布魯克及斯什胡斯特民政教區，民政教區的議會位於克蘭布魯克的 Stone Streets 的一個舊消防局

## 地理
本鎮位於通往梅德斯通和哈斯丁的公路之間，黑匯斯以北8公里。

## 經濟
自從製衣業衰落以後，農業就成爲了本鎮的經濟支柱
塞缪尔·沃丁顿（Samuel Waddington）于1803年在克兰布鲁克开设了第一家银行，此銀行于1805年倒閉。1804年，克兰布鲁克银行开业。 在1814年宣布破产之前，在1812年更名为肯特银行 (英語：Weald of Kent Bank)，然后在1813年更名为Bishop＆Co的银行，最後與1814年破產

## 文化及風俗
19世紀，有一群被稱爲"Cranbrook Colony" 的藝術家在這裏活動。他們的作品大多在描述肯特郊區的風景和生活面貌。
女皇大堂劇院 (Queen Hall Theatre)，古布蘭學校的一部分，贊助了許多劇組，例如劍橋大學腳燈戲劇俱樂部。
從提議改建舊的議會辦公室開始，已經有許多創建社區中心的計劃展開。 計劃重心慢慢的轉移到在合作社停車場旁邊的威克斯球場（Wilkes Field）上耗資200萬英鎊的建築。 截至2013年，計劃已經包括小型社區室和三個大型日間活動室，可容納300人的大廳，以及日託中心，議會辦公室，公共廁所甚至警察局。 2016年4月，居民投票反對民政教區為項目貸款200萬英鎊，但2016年9月，自治市議會獲批了一筆2000萬英鎊的再生計劃，該計劃將創建商店，公寓和社區中心。

## 地標
克蘭布魯克留有較多中世紀時期的建築。位於鎮北方衛斯理格林(Wilsley Green) 裏有屬於一級登錄建築的廳堂，其被鑒定為14世紀晚期的建築。鎮内許多建築建成於15或16世紀，以當地的一間酒店the George Hotel 爲例，其於1400年建成。15世紀建築群更有哥達迪斯綠原農場(Goddards Green Farm)，位於山丘上的山房(Hill House on The Hill)等
嘉什布里公園(Glassenbury Park) 是通往伊登格林(Iden Green)路上的一座15世紀晚期的莊園，1730年代，由安東尼·薩爾維亞（Anthony Salvia）在1877-79年進行了改建。 衛斯理酒店（Wilsley Hotel）最初建於1864-70年，是"Cranbrook Colony" 的一員約翰·卡科特·霍斯利的住所，他是20年前第一張聖誕賀卡的設計師。 建築師是理查德·諾曼·肖。1920年，一個戰爭紀念碑於昂利路(Angley Road)豎立。

## 引用資料
1. ↑  . www.citypopulation.de.   [2020-10-04]. （原始内容存档于2023-02-09）.
2. ↑  Glover, Judith. . Rainham: Meresborough https://www.worldcat.org/oclc/16595793. 1982. ISBN 0-905270-61-4. OCLC 16595793. 缺少或|title=为空 (帮助)
3. ↑  Reaney, Percy H. (Percy Hide), 1880-1968. . London: Routledge and K. Paul https://www.worldcat.org/oclc/14359692. 1985 printing, ©1964. ISBN 0-7102-0728-X. OCLC 14359692. 缺少或|title=为空 (帮助)
4. ↑  注：當時英國已經和羅馬教廷分裂，信奉英國正教，瑪麗一世鞏固自身政權，處死了許多英國國教徒，故稱血腥瑪麗
5. ↑  Cook, Joel, 1842-1910. . Porter and Coates http://worldcat.org/oclc/1634219. [©1882]. OCLC 1634219. 缺少或|title=为空 (帮助)
6. ↑  Murray, John, "The Weald". A handbook for travellers in Kent and Sussex (3rd ed.). UK: Murray, John. August 2010: 240. ISBN 9781177456548. 缺少或|title=为空 (帮助)
7. ↑  Mike McGeary.  (PDF). UK gov. 19 November 2008  [4/10/2020]. （原始内容存档 (PDF)于2017-10-23） （英语）.
8. ↑  . Cranbrook & Sissinghurst Parish Council.   [2020-10-04]. （原始内容存档于2020-10-28） （英国英语）.
9. ↑  . Cranbrook & Sissinghurst Parish Council.   [2020-10-04]. （原始内容存档于2020-10-01） （英国英语）.
10. ↑  注2：Weald 指英格蘭東南部地區，即修適士Sussex，肯特Kent，舒梨Surrey
11. ↑  . Kent Online. 2016-09-02Z11:00:00.0000000+01:00  [2020-10-05]. （原始内容存档于2016-10-12） （英语）.
12. ↑  hall house, 多爲儲物地，官邸，或公眾場所